# Campionati europei di atletica leggera 1946 - Salto in alto femminile
La gara del salto in alto femminile si tenne il 22 agosto 1946.

## Classifica
| Pos | Nome                 | Nazione | Misura | Note |
| --- | -------------------- | --- | ------ | ---- |
| 1   | Anne-Marie Colchen   | Francia | 1.60   |      |
| 2   | Aleksandra Čudina    | [[File: Flag of the Soviet Union (1936 – 1955).svg\|class=noviewer\| Unione Sovietica (bandiera)\|border\|20x16px]] Unione Sovietica | 1.57   |      |
| 3   | Anne Iversen         | Danimarca | 1.57   | NR   |
| 4   | Fanny Blankers-Koen  | Paesi Bassi | 1.57   |      |
| 5   | Micheline Ostermeyer | Francia | 1.57   |      |
| 6   | Triny Bourkel        | Lussemburgo | 1.57   |      |
| 7   | Dora Gardner         | Regno Unito | 1.54   |      |
| 8   | Milly Ludwig         | Lussemburgo | 1.48   |      |
| 9   | Joyce Judd           | Regno Unito | 1.45   |      |
| 10  | Edith Øieren         | Norvegia | 1.40   |      |